# Tanjung Ara (Tanah Jambo Aye)
Tanjung Ara is een bestuurslaag in het regentschap Aceh Utara van de provincie Atjeh, Indonesië. Tanjung Ara telt 1081 inwoners (volkstelling 2010).